# Rialto, California

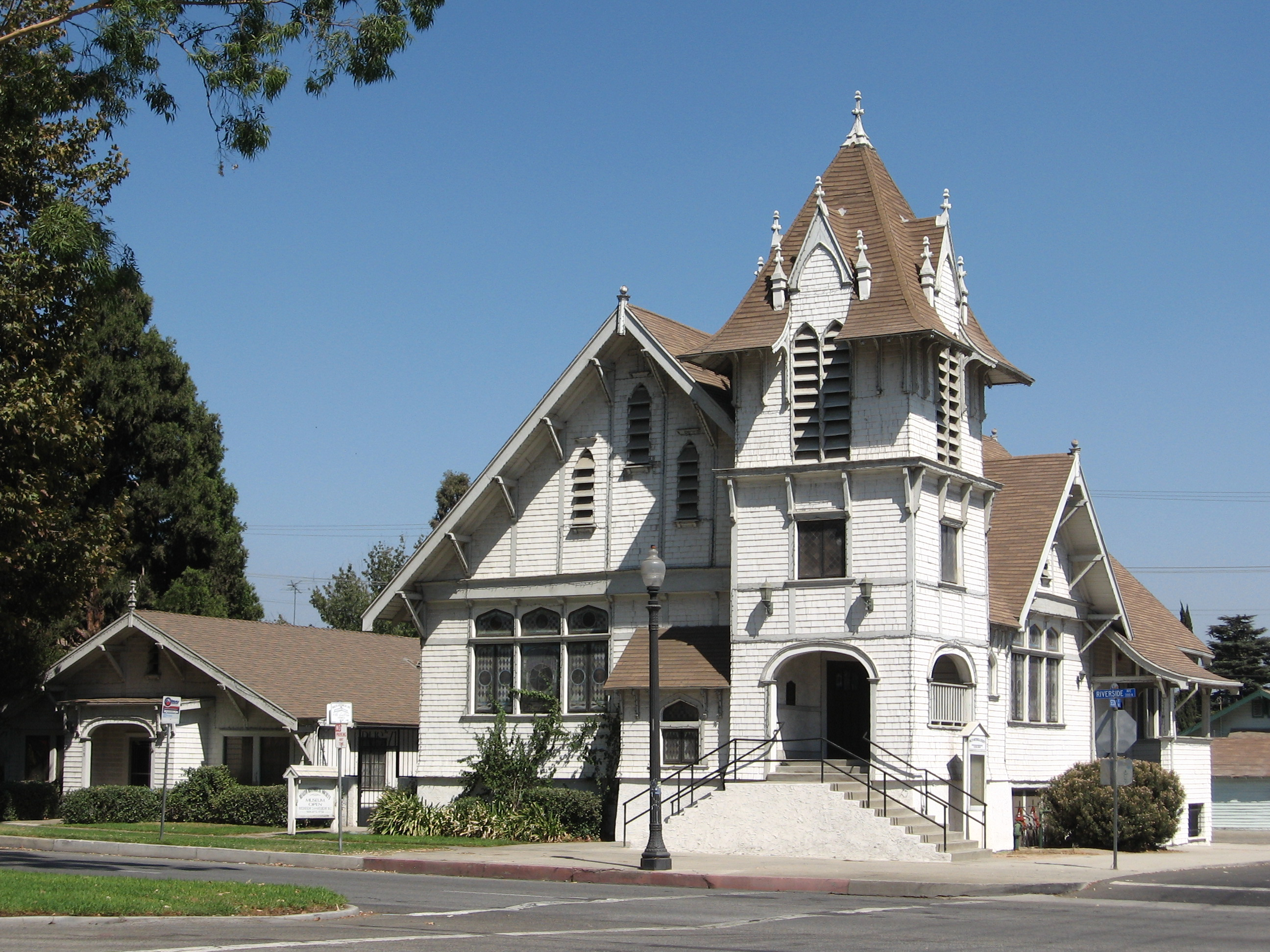
1907 First Christian Church

Rialto, California là một thành phố thuộc quận San Bernardino trong tiểu bang California, Hoa Kỳ. Thành phố có tổng diện tích km2, trong đó diện tích đất là 42,4 dặm vuông Anh (110 km2). Theo điều tra dân số Hoa Kỳ năm 2010, thành phố có dân số 99.171 người, là thành phố lớn thứ 66 bang California năm 2010.